# Cobh

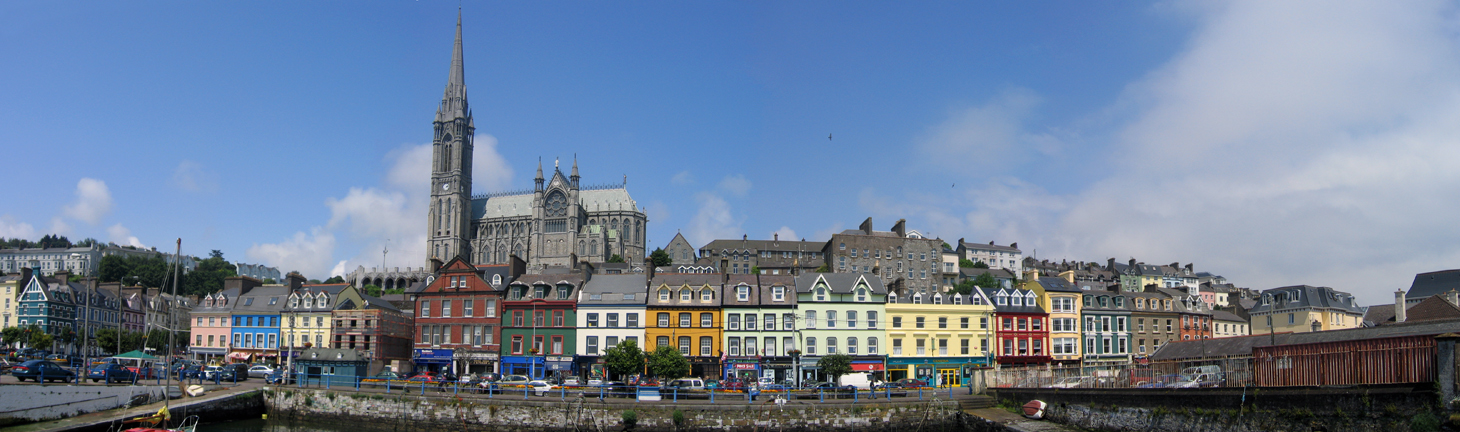
Panorámica de Cobh

Cobh, antiguamente Queenstown, (en irlandés: An Cóbh) es una ciudad portuaria situada en la costa sur de Irlanda, en el condado de Cork. Ubicada en la ría de Cork (en inglés: Harbour of Cork) y forma parte del complejo portuario de esta ciudad irlandesa. Actualmente presenta un gran desarrollo demográfico, de tal modo que se está convirtiendo gradualmente en una ciudad satélite o dormitorio de Cork.

## Nombre
La ciudad inicialmente era conocida como Cove; cala o ensenada. En el siglo XIX pasó a llamarse Queenstown, debido a la visita que hizo la reina Victoria de Inglaterra en 1849. Era el primer viaje que hacía la reina a la isla de Irlanda y su primera parada fue precisamente en la población entonces llamada Cove. El séquito tenía previsto parar en Cork, pero al ver la reina a la masa de gente en los muelles de Cove, ordenó detenerse en esta ciudad. Posteriormente, los gobernantes de Cove pidieron permiso para el cambio de nombre y la ciudad pasó a denominarse Queenstown, o “ciudad de la reina”. Con la obtención de la independencia en 1922, la ciudad retornó a su anterior nombre de Cobh, que no significa cala en gaélico, sino que es una gaelización del término inglés “cove”, sin que tenga significado alguno.

## Historia
La ciudad de Cobh ha estado ligada desde siempre al mar.
En 1720 se fundó aquí el Royal Cork Yacht Club (RCYC), el primero de su clase en el mundo y que tenía su sede en el actual Sirius Arts Centre. En 1966, el Royal Cork Yacht Club se fusionó con el Royal Munster Yacht Club (RMYC), conservó su nombre de RCYC pero trasladó la sede a las del RMYC en Crosshaven, en el otro lado de la ría.
Durante las guerras napoleónicas, Cobh se convirtió en un puerto estratégico de Inglaterra, en su enfrentamiento contra Francia y sus aliados, consiguiendo durante esta época un gran desarrollo.
El 22 de abril de 1838, zarpó de Cobh el buque Sirius, en lo que fue la primera travesía de un barco de pasajeros de vapor a través del océano Atlántico.
A partir de este momento, Cobh se convirtió en el punto de partida de unos 2,5 millones de emigrantes a los EE. UU. en busca de una nueva vida y oportunidades durante los siglos XIX y XX. Fue tan relevante que en la ciudad se ha levantado el monumento a Annie Moore y sus hermanos, que fueron los primeros inmigrantes en ser recibidos en los Estados Unidos, en el nuevo centro de recepción de inmigrantes de la isla Ellis, en Nueva York, el 1 de enero de 1892. Igualmente, Cobh fue el principal puerto de Irlanda del que zarpaban los penados hacia los centros penitenciarios ingleses, sobre todo de Australia.

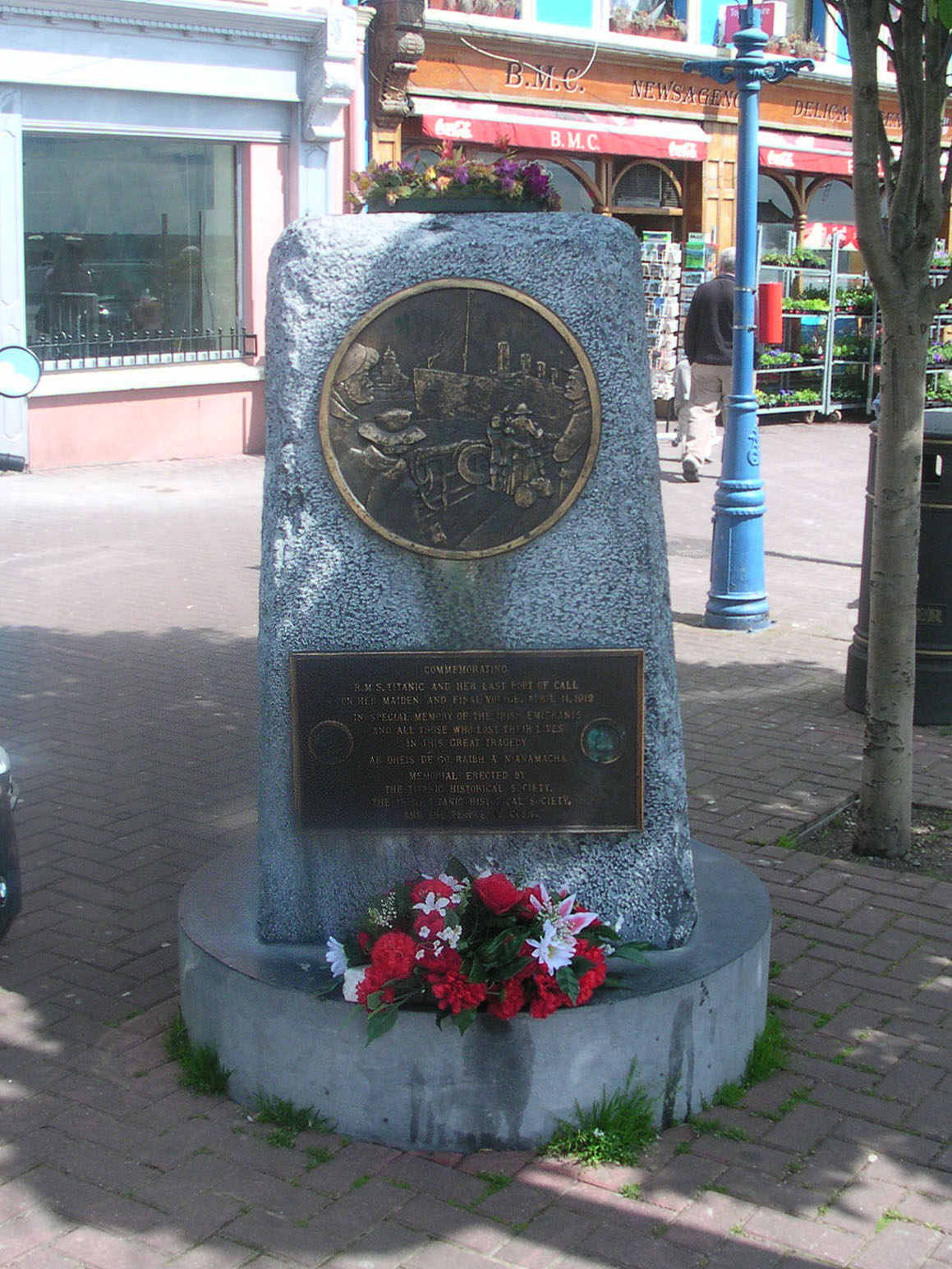
El monumento de la memoria del en Cobh

El 11 de abril de 1912, la entonces ciudad de Queenstown se hizo célebre por ser el último puerto de escala del transatlántico RMS Titanic. A las 11.30 horas del jueves 11 de abril, el Titanic llegó a Cobh. Aquí subieron al barco 113 pasajeros de tercera clase y 7 de segunda clase, mientras que siete pasajeros se bajaron del barco, entre ellos el padre Francis Browne, jesuita, que era un entusiasta de la fotografía y tomó muchas instantáneas a bordo del Titanic, incluyendo la última fotografía conocida del barco antes de su hundimiento. El buque zarpó de Queenstown a las 01:30 p. m.
En 1915 Queenstown fue protagonista de otro desastre marítimo. El 7 de mayo, frente a las costas irlandesas, un submarino alemán torpedeó al transatlántico RMS Lusitania y fallecieron 1198 personas, siendo rescatadas 761, que fueron trasladadas al puerto de Cobh. Se considera que este desastre supuso a la postre la entrada de Estados Unidos en la I Guerra Mundial.
Debido a su importancia militar táctica, bajo los términos del Tratado Anglo-Irlandés de 1921, el puerto de Cobh se mantuvo como base soberana del Reino Unido por unos años, siendo entregado definitivamente al Estado Libre de Irlanda en 1938.
Actualmente, el Cuartel General de la Armada Irlandesa, denominada Irish Naval Service, (en gaélico:an tSeirbhís Chabhlaigh) está situado en la isla de Haulbowline, justo enfrente de Cobh.
A día de hoy, se considera que las instalaciones naturales portuarias de Cobh son la clave para su supervivencia y desarrollo económico, sobre todo en lo referente a los grandes cruceros turísticos.

## Patrimonio
El turismo es el gran empleador en Cobh. Las grandes líneas de cruceros visitan Cobh cada año, sobre todo los meses de verano, aunque muchos de los turistas son llevados fuera de Cobh en autobús a otros destinos turísticos. En total, cerca de 100.000 pasajeros y tripulantes de cruceros llegan a la ciudad cada año.

### Catedral de Cobh
La catedral es el monumento más importante de Cobh. Está construida en un lugar que destaca de entre la gran cantidad de casas de colores que la circundan, otorgando una visión de gran impacto plástico. Es uno de los edificios más altos de Irlanda. Es una construcción neogótica edificada entre 1868 y 1915. Es la sede de la Diócesis de Cloyne. El historiador Emmet Larkin la ha calificado como «el proyecto más ambicioso de construcción llevado a cabo por la Iglesia en el siglo XIX en Irlanda».

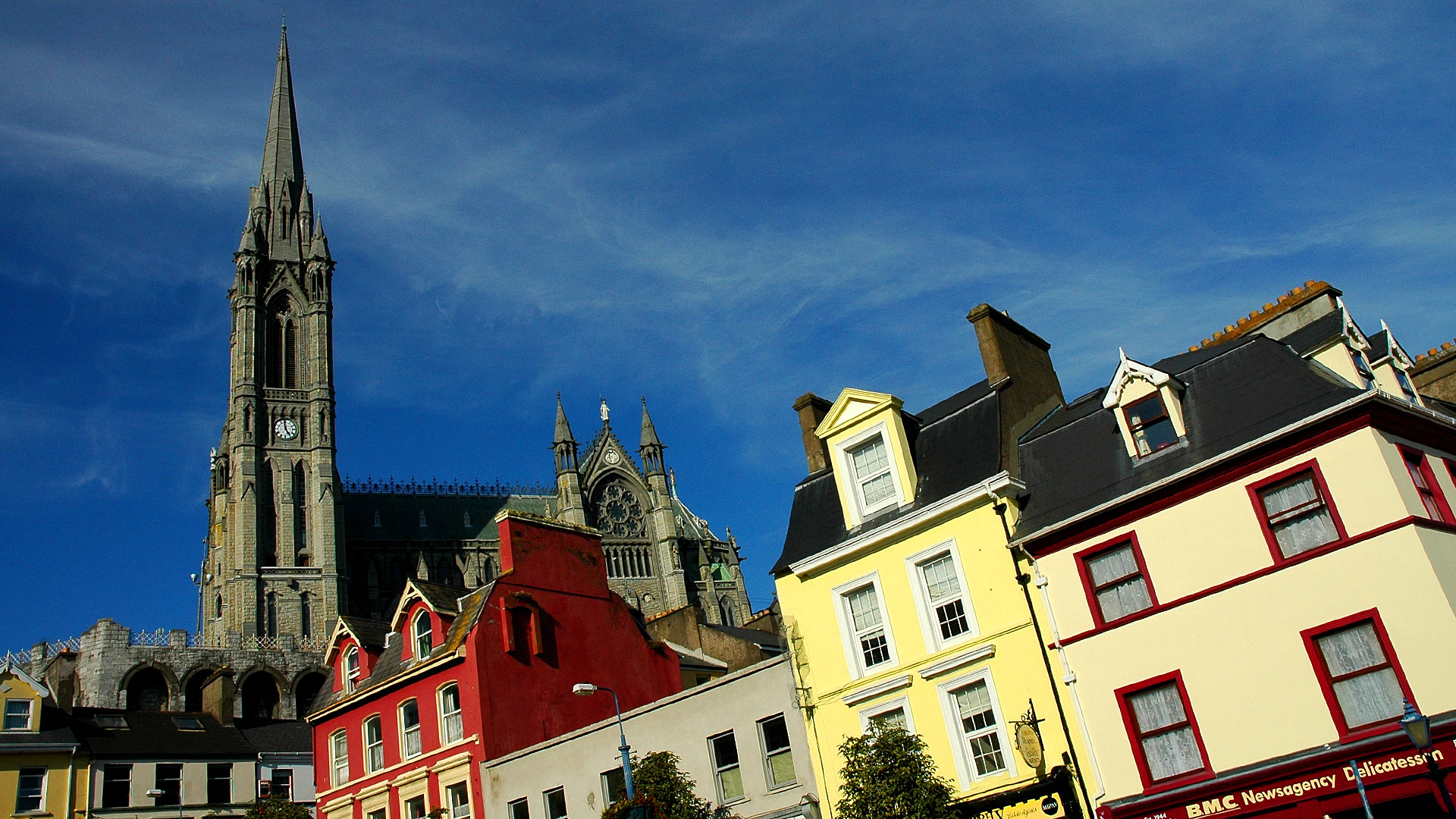
Catedral de St. Colman

### Puerto de Cobh y Promenade
El puerto de Cobh tiene una interesante historia marítima y es famoso por las vistas a las casas multicolores y tejados de la ciudad. Se conserva el pequeñito muelle de madera original del Titanic, así como las oficinas de la compañía naviera White Star Line, cuyo edificio alberga hoy un museo sobre el malogrado barco. El Paseo Marítimo o Promenade es una plaza peatonal situada frente al mar y se llama oficialmente parque John Fitzgerald Kennedy. De reciente construcción, tiene un curioso monumento al navegante, cañones antiguos, bancos elegantes y una hermosa glorieta.

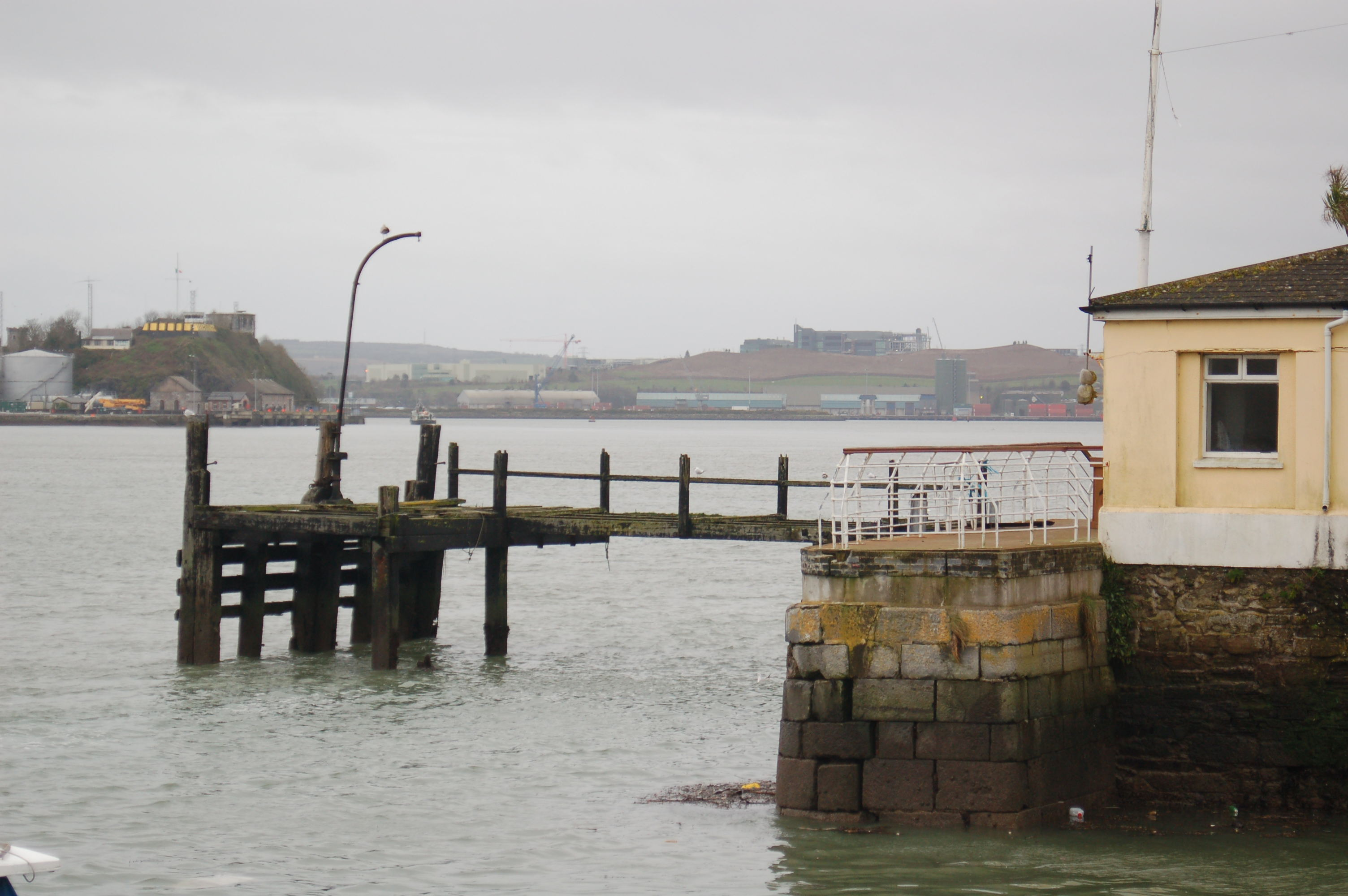
El muelle original del Titanic (en el año 2007).

### Casement Square y el Memorial al Lusitania
Casement Square es una plaza que alberga la biblioteca y los Juzgados. La plaza está dedicada al patriota irlandés Roger Casement. En la rotonda de la plaza se ubica el Lusitania Memorial, construido en memoria de las víctimas del RMS Lusitania.

### Estatua de Annie Moore
Se encuentra en el Paseo Marítimo. Annie Moore y sus dos hermanos menores zarparon de Cobh el 20 de diciembre de 1891, en el barco SS Nevada, rumbo a una nueva vida y fortuna en los Estados Unidos. Fue la primera persona en la historia, el 1 de enero de 1892, en llegar al nuevo centro de recepción en la isla de Ellis que acababa de abrir oficialmente. La estatua fue inaugurada por la entonces Presidenta de Irlanda, Mary Robinson, el 9 de febrero de 1993. Una estatua similar también se encuentra en la isla de Ellis en Nueva York, EE. UU.

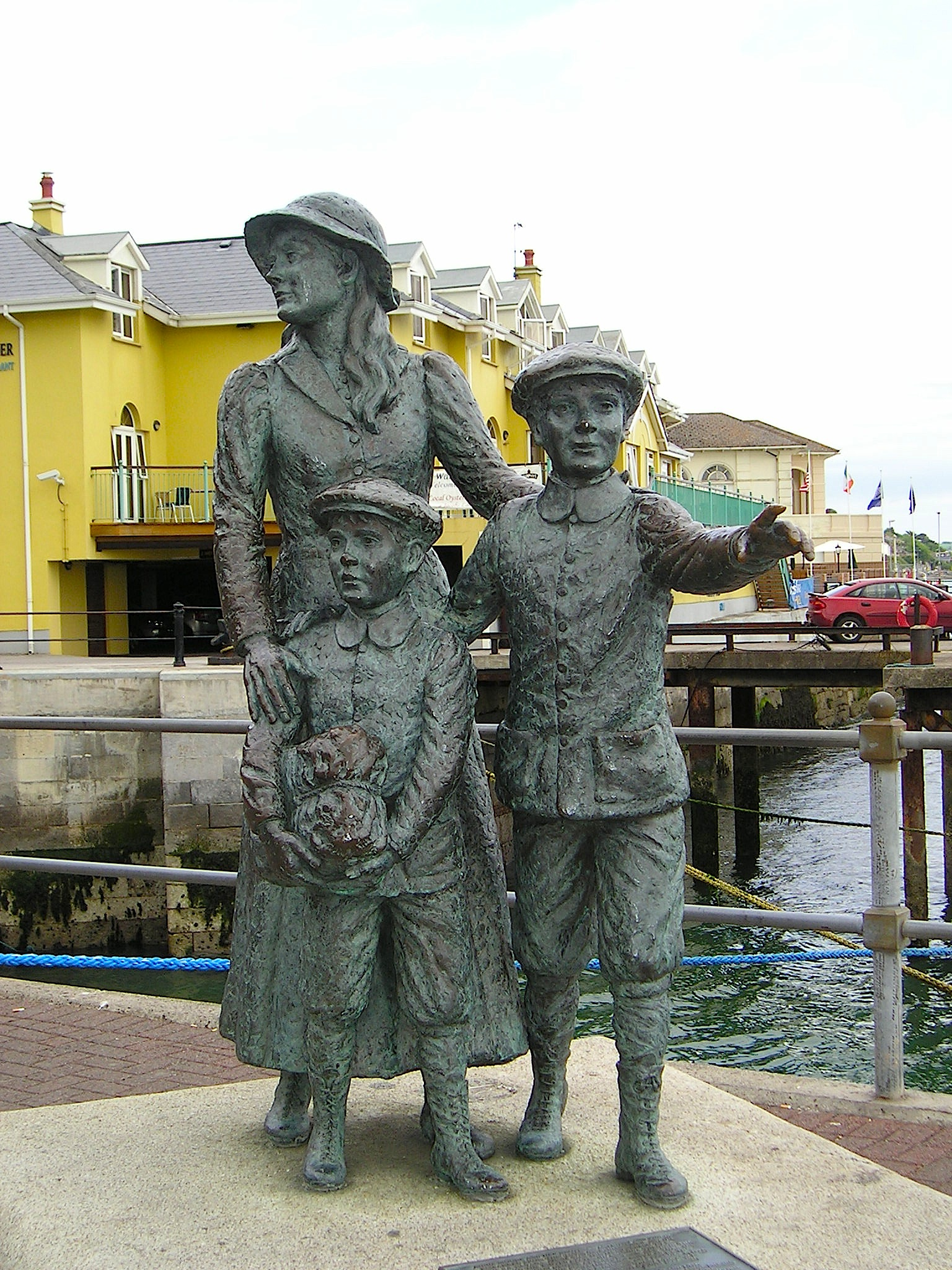
Estatua de Annie Moore y sus hermanos

### Old Street y West View
Old Street y West View son dos calles de Cobh famosas por sus vistas. Se trata de dos calles paralelas, con una pendiente muy pronunciada, con hileras de casas multicolores perfectamente alineadas y techos inclinados, que otorgan una perspectiva singular.

### Old Church Cementery
Es un antiguo cementerio situado en las afueras de Cobh, que contiene un número significativo de tumbas importantes, incluyendo 3 fosas comunes y varias tumbas individuales que contienen los restos de 193 víctimas del Lusitania, así como numerosas tumbas con las típicas cruces gaélicas.

## Ciudades hermanadas
- Cruzeiro, São Paulo, Brasil.[cita requerida]
- Kolbuszowa, Subcarpacia, Polonia.[cita requerida]
- Lake Charles, Louisiana, Estados Unidos.[cita requerida]
- Ploërmel, Bretaña, Francia.[cita requerida]
- Pontarddulais, Gales, Reino Unido.[cita requerida][1]